# Myrmarachne vulgaris
Myrmarachne vulgaris este o specie de păianjeni din genul Myrmarachne, familia Salticidae, descrisă de Barrion, Litsinger, 1995. Conform Catalogue of Life specia Myrmarachne vulgaris nu are subspecii cunoscute.